# Fusinus agadirensis
Espèce
Fusinus agadirensis est une espèce de mollusques gastéropodes marins de la famille des Fasciolariidae.

## Systématique
L'espèce Fusinus agadirensis a été décrite en 1999 par Roland Hadorn (d) et Emilio Rolán (d).

## Étymologie
Son épithète spécifique, composée de agadir et du suffixe latin -ensis, « qui vit dans, qui habite », lui a été donnée en référence au lieu de sa découverte, la ville côtière d'Agadir dans le Sud-Ouest du Maroc. 